# Event Music
Event Music Records es una compañía musical panameña quien es dirigido por el señor Geovany Barahona, y fue creada con la principal finalidad de distribuir, publicar y apoyar a artistas musicales y muy enfocada en el género romántico del reggae conocido hoy como Romantic Flow.

## Biografía
Event Music Records, inició sus labores con tan solo un artista, pero posteriormente comienza a incorporar a nuevos artistas exponentes de los géneros urbanos como el Reggae, Reggae en español, Reguetón entre otros.
Más tarde surgieron artistas como Catherine, quien es una de las primeras exponentes femenina del género y del sello Event Music; Miguel Ángel considerado como La nota más alta representando una de las voces románticas más sonadas; Los Mellos son un dúo de Reggae; Freddy Sky El Sobrenatural entre otros empezaron a formar parte de la discográfica, seguidos de los nuevos artistas: Yohan, Joe D & u9 y Tarik The main brain quien es el más reciente integrante musical al sello musical.
La empresa esta firmemente en proliferar y producir musicalmente los éxitos de los artistas y así distribuir y lanzar sus producciones a nivel nacional como internacional.

## Listas de artistas de Event Music
Event Music tiene firmados a 7 artistas actualmente:
- Catherine
- Miguel Ángel
- Freddy Sky
- Los Mellos
- Yohan
- Joe D & u9
- Dubosky
- BCA
- Original Fat

## Éxitos de Event Music
- Quiero enamorarte    - Freddy Sky
- Chiquitita           - Los Mellos
- Yo no te olvido      - Miguel Ángel
- Palabritas           - Yohan
- Besamé               - Joe D & U9
- Amor de bandido      - Dubosky